# Antarctic Bay
Die Antarctic Bay ist eine Bucht an der Nordküste Südgeorgiens. Sie liegt zwischen dem Antarctic Point und dem Morse Point.
Erstmals gesichtet wurde sie vermutlich 1775 bei der Zweiten Südseereise (1772–1775) des britischen Seefahrers und Entdeckers James Cook. Teilnehmer der Schwedischen Antarktisexpedition (1901–1903) unter der Leitung des Polarforschers Otto Nordenskjöld erkundeten die Bucht im Jahr 1902. Nordenskjöld benannte sie nach der Antarctic, dem Schiff der Expedition.